# Мосору
Мосору (рум. Mosoru) — село у повіті Хунедоара в Румунії. Входить до складу комуни Топліца.
Село розташоване на відстані 291 км на північний захід від Бухареста, 26 км на південь від Деви, 139 км на південний захід від Клуж-Напоки, 122 км на схід від Тімішоари.

## Населення
За даними перепису населення 2002 року у селі проживала 1 особа.